# Edward Wiszniewski
Edward Wiszniewski (ur. 1921, zm. 2004) – polski ekonomista i działacz państwowy, doktor habilitowany nauk ekonomicznych, profesor zwyczajny. Podsekretarz stanu w Ministerstwie Handlu Wewnętrznego i Usług (1972–1981), rektor Warszawskiej Wyższej Szkoły Ekonomicznej im. Edwarda Wiszniewskiego.

## Życiorys
W 1948 ukończył studia ekonomiczne na Uniwersytecie Łódzkim, w 1951 rozpoczął aspiranturę w Instytucie Kształcenia Kadr Naukowych przy KC PZPR. Uzyskiwał następnie stopnie doktora i doktora habilitowanego, a w 1977 profesora nauk ekonomicznych. W latach 1950–1992 był wykładowcą Szkoły Głównej Handlowej, na tej uczelni kierował Katedry Ekonomiki Konsumpcji w ramach Wydziału Handlu SGPiS. Nauczał także w Warszawskiej Wyższej Szkole Ekonomicznej im. Edwarda Wiszniewskiego, zajmował stanowisko rektora tej uczelni. Promotor co najmniej dwóch przewodów doktorskich. W pracy naukowej specjalizował się w zakresie marketingu. Autor publikacji i książek naukowych poświęconych m.in. konsumpcji, autor haseł w „Małej Encyklopedii Ekonomicznej”. Pełnił funkcję redaktora naczelnego miesięcznika „Reklama” i „Spółdzielczego
Kwartalnika Naukowego”. Zasiadał w zarządzie głównym Polskiego Towarzystwa Ekonomicznego.
Wstąpił do Polskiej Zjednoczonej Partii Robotniczej. Od maja 1972 do listopada 1981 pełnił funkcję podsekretarza stanu w Ministerstwie Handlu Wewnętrznego i Usług, od czerwca 1973 do grudnia 1976 w randze pierwszego zastępcy ministra.

## Odznaczenia
W 2001 odznaczony Krzyżem Komandorskim Orderu Odrodzenia Polski za wybitne zasługi w pracy naukowej i dydaktycznej.
W 1976 otrzymał Złoty Medal „Za zasługi dla obronności kraju”.